# Konopielka (powieść)
Konopielka – powieść Edwarda Redlińskiego z 1973 roku. Powieść jest zaliczana do nurtu chłopskiego w literaturze polskiej.

## Treść
Akcja toczy się w drugiej połowie lat 40. XX wieku, prawdopodobnie dokładnie w roku 1949, we wsi Taplary na Podlasiu (w okolicy Suraża), otoczonej lasami i bagnami, niedostępnej i tworzącej własny świat, zamknięty na wpływy z zewnątrz. Tłem akcji powieści jest prowadzenie przez nowe, komunistyczne władze Polski dwóch wielkich akcji o zasięgu ogólnopolskim: akcji elektryfikacji obszaru kraju, prowadzonej zwłaszcza na terenach wiejskich, która rozpoczęła się w roku 1945 oraz akcji likwidacji analfabetyzmu, która rozpoczęła się w roku 1949. Mieszkańcy żyli dotąd zgodnie z rytmem natury i zgodnie ze swoimi obyczajami, niekiedy opartymi na przesądach i zabobonach, a nawet praktykach magicznych, dlatego są nieufni wobec obcych i niechętni wobec wszystkiego, co nowe.
Pewnego dnia do wsi, wraz z przedstawicielami lokalnych władz, przybywa młoda „uczycielka”. Zostaje ona przydzielona na kwaterę w domu wielopokoleniowej rodziny Kazimierza Bartoszewicza, zwanego w wiosce Kaziukiem Bartoszko, jednego z gospodarzy, a zarazem głównej postaci i narratora powieści. Wraz z nią przybywa nowoczesność w postaci energii elektrycznej, światła, radia itp. Wszystkie te zmiany mieszkańcy, żyjący dotąd w symbiozie z naturą, przyjmują niechętnie, podobnie jak sam Kaziuk. Wkrótce jednak Kaziuk zaczyna okazywać coraz większe zainteresowanie nowymi przedmiotami, pojęciami i zjawiskami, a przyczyną tego jest rosnąca erotyczna fascynacja, jaką nieświadomie odczuwa wobec „uczycielki”. Paradoksalnie starania kobiety, polegające na szerzeniu wiedzy o współczesnym świecie pozostałyby jałowe, gdyby nie owa namiętność. Po wyjeździe nauczycielki ze wsi to Kaziuk staje się rzecznikiem postępu i nowoczesności – to on jako pierwszy podczas żniw wychodzi na pole z kosą, a nie z sierpem, jak nakazywał odwieczny obyczaj. Na oczach gromady pęka stare, a rodzi się nowa kultura.

## Opinie o utworze
Powieść Redlińskiego krytykowano, zarzucając jej parodiowanie literatury nurtu wiejskiego, a nawet naigrawanie się z chłopskiego losu. Niektórzy dopatrywali się w niej parodii Siłaczki Żeromskiego. Inni widzieli mistrzowsko ukazany obraz społeczności lokalnej w dobie przemian kulturowych. Takie wsie jak Taplary w latach siedemdziesiątych XX wieku, w czasach mechanizacji rolnictwa, już nie istniały a opinie o rzekomo prześmiewczym charakterze utworu formułowali ludzie nie znający historii i niezadający sobie trudu poprawnego umiejscowienia akcji powieści w czasie. W rzeczywistości autor, ukazując świat Taplarów w krzywym zwierciadle, stworzył idealny, niekiedy nawet sielski obraz kultury chłopskiej, aby pokazać jej nieuchronny koniec i poddanie się kuszącej cywilizacji miejskiej.

## Ekranizacje
Na podstawie powieści w 1981 roku powstał film o tym samym tytule w reżyserii Witolda Leszczyńskiego.